# Hypoponera emeryi
Hypoponera emeryi är en myrart som först beskrevs av Horace Donisthorpe 1943.  Hypoponera emeryi ingår i släktet Hypoponera och familjen myror. Inga underarter finns listade i Catalogue of Life.